# Plöwen
Plöwen (pol. hist. Pławno) – miejscowość i gmina w Niemczech, wchodząca w skład Związku Gmin Löcknitz-Penkun w powiecie Vorpommern-Greifswald, w kraju związkowym Meklemburgia-Pomorze Przednie. Według danych pochodzących z 31 grudnia 2008, Plöwen zamieszkiwały 304 osoby. Gmina jest zaliczana do aglomeracji szczecińskiej. Historycznie stanowi część Pomorza.
Przez gminę przebiega droga krajowa nr 104, biegnąca od granicy polsko-niemieckiej do Lubeki.
W gminie znajdują się zabytkowy kościół wiejski w Plöwen oraz kaplica w Wilhelmshof.

## Współpraca
Miejscowość partnerska:
- Sassenberg, Nadrenia Północna-Westfalia